# Elezioni comunali nelle Marche del 1993
Le elezioni comunali nelle Marche del 1993 si tennero il 6 giugno (con ballottaggio il 20 giugno) e il 21 novembre (con ballottaggio il 5 dicembre); furono le prime col nuovo sistema elettorale maggioritario e con l’elezione diretta del sindaco.

## Riepilogo sindaci eletti
Coalizione di sinistra
     Lista civica di centro
     Partito Socialista Italiano
     Partito Democratico della Sinistra
     Commissario prefettizio
| Provincia     | Comune                   | Data                    | Popolazione legale (censimento 1991) | Sindaco uscente | Sindaco uscente         | Sindaco eletto | Sindaco eletto                | Primo turno | Primo turno | Secondo turno | Secondo turno | Seggi   |
| Provincia     | Comune                   | Data                    | Popolazione legale (censimento 1991) | Sindaco uscente | Sindaco uscente         | Sindaco eletto | Sindaco eletto                | Voti        | %           | Voti          | %             | Seggi   |
| ------------- | ------------------------ | ----------------------- | ------------------------------------ | --------------- | ----------------------- | -------------- | ----------------------------- | ----------- | ----------- | ------------- | ------------- | ------- |
| Ancona        | Ancona                   | 6, 20 giugno            | 101 285                              |                 | Franco Del Mastro (PSI) |                | Renato Galeazzi (PDS)         | 31 873      | 46,46       | 42 057        | 71,49         | 24 / 40 |
| Ancona        | Falconara Marittima      | 21 novembre, 5 dicembre | 28 899                               |                 | Matteo Grifa (PDS)      |                | Roberto Oreficini Rosi (Ind.) | 4 004       | 20,32       | 9 046         | 50,08         | 18 / 30 |
| Ascoli Piceno | Fermo                    | 21 novembre, 5 dicembre | 35 111                               |                 | Lucio Pisano            |                | Ettore Fedeli (PDS)           | 8 759       | 37,74       | 13 925        | 65,91         | 18 / 30 |
| Ascoli Piceno | Porto Sant'Elpidio       | 6, 20 giugno            | 21 112                               |                 | Pietro Spina (PCI/PDS)  |                | Valeria Montecassiano (PDS)   | 5 001       | 36,83       | 7 278         | 60,31         | 12 / 20 |
| Ascoli Piceno | San Benedetto del Tronto | 6, 20 giugno            | 42 693                               |                 | Carlo De Rosa           |                | Paolo Perazzoli (PDS)         | 8 901       | 31,47       | 14 863        | 65,29         | 18 / 30 |
| Macerata      | Civitanova Marche        | 6, 20 giugno            | 37 260                               |                 | Augusto Frinconi (PSI)  |                | Barbara Pistilli (PDS)        | 8 658       | 35,90       | 11 770        | 56,87         | 18 / 30 |
| Macerata      | Macerata                 | 21 novembre, 5 dicembre | 43 040                               |                 | Ermete Verrecchia       |                | Gian Mario Maulo (Ind.)       | 8 458       | 29,94       | 14 838        | 58,84         | 24 / 40 |

## Elezioni del giugno 1993

### Ancona

#### Ancona
| Candidati                     | Candidati                  | II turno             | II turno             | I turno | I turno | Liste                                         | Voti   | %     | Seggi |
| Candidati                     | Candidati                  | Voti                 | %                    | Voti    | %       | Liste                                         | Voti   | %     | Seggi |
| ----------------------------- | -------------------------- | -------------------- | -------------------- | ------- | ------- | --------------------------------------------- | ------ | ----- | ----- |
|                               | Renato Galeazzi ✔️ Sindaco | 42 057               | 71,49                | 31 873  | 46,46   | Partito Democratico della Sinistra            | 20 559 | 35,18 | 21    |
| Partito Repubblicano Italiano | Renato Galeazzi ✔️ Sindaco | 42 057               | 71,49                | 31 873  | 46,46   | 3 631                                         | 6,21   | 3     |       |
| Totale liste                  | Renato Galeazzi ✔️ Sindaco | 42 057               | 71,49                | 31 873  | 46,46   | 24 190                                        | 41,40  | 24    |       |
|                               | Luigi Di Murro             | 16 771               | 28,51                | 11 698  | 17,05   | Democrazia Cristiana                          | 11 659 | 19,95 | 5     |
| Seggio di coalizione          | Seggio di coalizione       | Seggio di coalizione | 28,51                | 11 698  | 17,05   | 1                                             |        |       |       |
|                               | Carlo Marcelletti          | Carlo Marcelletti    | Carlo Marcelletti    | 7 520   | 10,96   | Alleanza per Ancona                           | 6 226  | 10,65 | 2     |
| Seggio di coalizione          | Seggio di coalizione       | Seggio di coalizione | Carlo Marcelletti    | 7 520   | 10,96   | 1                                             |        |       |       |
|                               | Giorgio Grati              | Giorgio Grati        | Giorgio Grati        | 5 592   | 8,15    | Laici e Progressisti                          | 5 445  | 9,32  | 2     |
| Seggio di coalizione          | Seggio di coalizione       | Seggio di coalizione | Giorgio Grati        | 5 592   | 8,15    | 1                                             |        |       |       |
|                               | Carlo Ciccioli             | Carlo Ciccioli       | Carlo Ciccioli       | 4 360   | 6,36    | Movimento Sociale Italiano - Destra Nazionale | 3 871  | 6,62  | 1     |
| Seggio di coalizione          | Seggio di coalizione       | Seggio di coalizione | Carlo Ciccioli       | 4 360   | 6,36    | 1                                             |        |       |       |
|                               | Franco Boldrini            | Franco Boldrini      | Franco Boldrini      | 3 319   | 4,84    | Rifondazione Comunista                        | 3 147  | 5,39  | –     |
| Seggio di coalizione          | Seggio di coalizione       | Seggio di coalizione | Franco Boldrini      | 3 319   | 4,84    | 1                                             |        |       |       |
|                               | Marco Moruzzi              | Marco Moruzzi        | Marco Moruzzi        | 2 794   | 4,07    | Federazione dei Verdi                         | 1 760  | 3,01  | –     |
| La Rete                       | Marco Moruzzi              | Marco Moruzzi        | Marco Moruzzi        | 2 794   | 4,07    | 619                                           | 1,06   | –     |       |
| Seggio di coalizione          | Seggio di coalizione       | Seggio di coalizione | Marco Moruzzi        | 2 794   | 4,07    | 1                                             |        |       |       |
| Totale liste                  | Marco Moruzzi              | Marco Moruzzi        | Marco Moruzzi        | 2 794   | 4,07    | 2 379                                         | 4,07   | –     |       |
|                               | Maria Rosa Berzolari       | Maria Rosa Berzolari | Maria Rosa Berzolari | 1 449   | 2,11    | Lega Nord                                     | 1 520  | 2,60  | –     |
| Totale                        | Totale                     | 58 828               | 100                  | 68 605  | 100     |                                               | 58 437 | 100   | 40    |
|                               |                            |                      |                      |         |         |                                               |        |       |       |
| Schede bianche                | Schede bianche             | 1 152                | 1,86                 | 1 249   | 1,73    |                                               |        |       |       |
| Schede nulle                  | Schede nulle               | 1 856                | 3,00                 | 2 388   | 3,31    |                                               |        |       |       |
| Votanti                       | Votanti                    | 61 836               | 70,65                | 72 242  | 82,54   |                                               |        |       |       |
| Elettori                      | Elettori                   | 87 520               |                      | 87 520  |         |                                               |        |       |       |
|                               |                            |                      |                      |         |         |                                               |        |       |       |
| Fonte: Ministero dell'interno |                            |                      |                      |         |         |                                               |        |       |       |

### Ascoli Piceno

#### Porto Sant'Elpidio
| Candidati                        | Candidati                        | II turno             | II turno            | I turno | I turno | Liste                                         | Voti   | %     | Seggi |
| Candidati                        | Candidati                        | Voti                 | %                   | Voti    | %       | Liste                                         | Voti   | %     | Seggi |
| -------------------------------- | -------------------------------- | -------------------- | ------------------- | ------- | ------- | --------------------------------------------- | ------ | ----- | ----- |
|                                  | Valeria Montecassiano ✔️ Sindaca | 7 278                | 60,31               | 5 001   | 36,83   | Partito Democratico della Sinistra            | 2 657  | 22,84 | 8     |
| Rifondazione Comunista           | Valeria Montecassiano ✔️ Sindaca | 7 278                | 60,31               | 5 001   | 36,83   | 1 417                                         | 12,18  | 4     |       |
| Totale liste                     | Valeria Montecassiano ✔️ Sindaca | 7 278                | 60,31               | 5 001   | 36,83   | 4 074                                         | 35,02  | 12    |       |
|                                  | Giuseppe Concetti                | 4 790                | 39,69               | 3 570   | 26,29   | Democrazia Cristiana                          | 1 910  | 16,42 | 2     |
| Unione Democratica               | Giuseppe Concetti                | 4 790                | 39,69               | 3 570   | 26,29   | 1 400                                         | 12,03  | 1     |       |
| Seggio di coalizione             | Seggio di coalizione             | Seggio di coalizione | 39,69               | 3 570   | 26,29   | 1                                             |        |       |       |
| Totale liste                     | Giuseppe Concetti                | 4 790                | 39,69               | 3 570   | 26,29   | 3 310                                         | 28,45  | 3     |       |
|                                  | Stefano Diamanti                 | Stefano Diamanti     | Stefano Diamanti    | 1 805   | 13,29   | Movimento Sociale Italiano - Destra Nazionale | 927    | 7,97  | 1     |
| Popolari per Il Rinnovamento (A) | Stefano Diamanti                 | Stefano Diamanti     | Stefano Diamanti    | 1 805   | 13,29   | 589                                           | 5,06   | –     |       |
| Seggio di coalizione             | Seggio di coalizione             | Seggio di coalizione | Stefano Diamanti    | 1 805   | 13,29   | 1                                             |        |       |       |
| Totale liste                     | Stefano Diamanti                 | Stefano Diamanti     | Stefano Diamanti    | 1 805   | 13,29   | 1 516                                         | 13,03  | 1     |       |
|                                  | Attilio Nezi                     | Attilio Nezi         | Attilio Nezi        | 1 351   | 9,95    | Alleanza per Porto Sant'Elpidio               | 1 252  | 10,76 | –     |
| Seggio di coalizione             | Seggio di coalizione             | Seggio di coalizione | Attilio Nezi        | 1 351   | 9,95    | 1                                             |        |       |       |
|                                  | Giancarlo Pacini                 | Giancarlo Pacini     | Giancarlo Pacini    | 1 025   | 7,55    | Partito Socialista Democratico Italiano       | 734    | 6,31  | –     |
| Seggio di coalizione             | Seggio di coalizione             | Seggio di coalizione | Giancarlo Pacini    | 1 025   | 7,55    | 1                                             |        |       |       |
|                                  | Vincenzo Tirabassi               | Vincenzo Tirabassi   | Vincenzo Tirabassi  | 604     | 4,45    | Lega Nord                                     | 540    | 4,64  | –     |
|                                  | Giuseppe Santarelli              | Giuseppe Santarelli  | Giuseppe Santarelli | 221     | 1,63    | Lega Marche                                   | 209    | 1,80  | –     |
| Totale                           | Totale                           | 12 068               | 100                 | 13 577  | 100     |                                               | 11 635 | 100   | 20    |
|                                  |                                  |                      |                     |         |         |                                               |        |       |       |
| Schede bianche                   | Schede bianche                   | 359                  | 2,79                | 407     | 2,76    |                                               |        |       |       |
| Schede nulle                     | Schede nulle                     | 450                  | 3,49                | 754     | 5,12    |                                               |        |       |       |
| Votanti                          | Votanti                          | 12 877               | 74,14               | 14 738  | 84,86   |                                               |        |       |       |
| Elettori                         | Elettori                         | 17 368               |                     | 17 368  |         |                                               |        |       |       |
|                                  |                                  |                      |                     |         |         |                                               |        |       |       |
| Fonte: Ministero dell'interno    |                                  |                      |                     |         |         |                                               |        |       |       |

- La lista contrassegnata con la lettera A è apparentata al secondo turno con il candidato sindaco Giuseppe Concetti.

#### San Benedetto del Tronto
| Candidati                     | Candidati                  | II turno              | II turno              | I turno | I turno | Liste                                             | Voti   | %     | Seggi |
| Candidati                     | Candidati                  | Voti                  | %                     | Voti    | %       | Liste                                             | Voti   | %     | Seggi |
| ----------------------------- | -------------------------- | --------------------- | --------------------- | ------- | ------- | ------------------------------------------------- | ------ | ----- | ----- |
|                               | Paolo Perazzoli ✔️ Sindaco | 14 863                | 65,29                 | 8 901   | 31,47   | Patto Democratico per SB - Manifesto per la Città | 8 138  | 29,76 | 12    |
|                               | Sante Pulcini              | 7 902                 | 34,71                 | 5 139   | 18,17   | Democrazia Cristiana                              | 5 130  | 18,76 | 4     |
| Seggio di coalizione          | Seggio di coalizione       | Seggio di coalizione  | 34,71                 | 5 139   | 18,17   | 1                                                 |        |       |       |
|                               | Algeo Marcozzi             | Algeo Marcozzi        | Algeo Marcozzi        | 4 323   | 15,28   | Insieme per San Benedetto (A)                     | 4 426  | 16,19 | 5     |
| Seggio di coalizione          | Seggio di coalizione       | Seggio di coalizione  | Algeo Marcozzi        | 4 323   | 15,28   | 1                                                 |        |       |       |
|                               | Gianfranco Mascaretti      | Gianfranco Mascaretti | Gianfranco Mascaretti | 2 285   | 8,08    | Alleanza per San Benedetto del Tronto             | 1 947  | 7,12  | –     |
| Seggio di coalizione          | Seggio di coalizione       | Seggio di coalizione  | Gianfranco Mascaretti | 2 285   | 8,08    | 1                                                 |        |       |       |
|                               | Giuseppe Marucci           | Giuseppe Marucci      | Giuseppe Marucci      | 2 154   | 7,62    | Movimento Sociale Italiano - Destra Nazionale     | 2 039  | 7,46  | 1     |
| Seggio di coalizione          | Seggio di coalizione       | Seggio di coalizione  | Giuseppe Marucci      | 2 154   | 7,62    | 1                                                 |        |       |       |
|                               | Pietro D'Angelo            | Pietro D'Angelo       | Pietro D'Angelo       | 1 952   | 6,90    | Federazione dei Verdi                             | 1 508  | 5,52  | –     |
| Seggio di coalizione          | Seggio di coalizione       | Seggio di coalizione  | Pietro D'Angelo       | 1 952   | 6,90    | 1                                                 |        |       |       |
|                               | Arcangelo Patone           | Arcangelo Patone      | Arcangelo Patone      | 1 544   | 5,46    | Rifondazione Comunista                            | 1 654  | 6,05  | –     |
| Seggio di coalizione          | Seggio di coalizione       | Seggio di coalizione  | Arcangelo Patone      | 1 544   | 5,46    | 1                                                 |        |       |       |
|                               | Tiziano Campanelli         | Tiziano Campanelli    | Tiziano Campanelli    | 1 004   | 3,55    | Liberalismo per la Ripresa Socio-Economica        | 1 031  | 3,77  | –     |
| Seggio di coalizione          | Seggio di coalizione       | Seggio di coalizione  | Tiziano Campanelli    | 1 004   | 3,55    | 1                                                 |        |       |       |
|                               | Edio Costantini            | Edio Costantini       | Edio Costantini       | 984     | 3,48    | Alternativa Democratica Sambenedettese            | 1 469  | 5,37  | –     |
| Seggio di coalizione          | Seggio di coalizione       | Seggio di coalizione  | Edio Costantini       | 984     | 3,48    | 1                                                 |        |       |       |
| Totale                        | Totale                     | 22 765                | 100                   | 28 286  | 100     |                                                   | 27 342 | 100   | 30    |
|                               |                            |                       |                       |         |         |                                                   |        |       |       |
| Schede bianche                | Schede bianche             | 836                   | 3,34                  | 585     | 1,93    |                                                   |        |       |       |
| Schede nulle                  | Schede nulle               | 1 424                 | 5,69                  | 1 489   | 4,90    |                                                   |        |       |       |
| Votanti                       | Votanti                    | 25 025                | 66,74                 | 30 360  | 80,97   |                                                   |        |       |       |
| Elettori                      | Elettori                   | 37 496                |                       | 37 496  |         |                                                   |        |       |       |
|                               |                            |                       |                       |         |         |                                                   |        |       |       |
| Fonte: Ministero dell'interno |                            |                       |                       |         |         |                                                   |        |       |       |

- La lista contrassegnata con la lettera A è apparentata al secondo turno con il candidato sindaco Paolo Perazzoli.

### Macerata

#### Civitanova Marche
| Candidati                     | Candidati                   | II turno             | II turno         | I turno | I turno | Liste                                         | Voti   | %     | Seggi |
| Candidati                     | Candidati                   | Voti                 | %                | Voti    | %       | Liste                                         | Voti   | %     | Seggi |
| ----------------------------- | --------------------------- | -------------------- | ---------------- | ------- | ------- | --------------------------------------------- | ------ | ----- | ----- |
|                               | Barbara Pistilli ✔️ Sindaca | 11 770               | 56,87            | 8 658   | 35,90   | Partito Democratico della Sinistra            | 6 000  | 26,88 | 14    |
| Alleanza Progressista         | Barbara Pistilli ✔️ Sindaca | 11 770               | 56,87            | 8 658   | 35,90   | 2 137                                         | 9,57   | 4     |       |
| Totale liste                  | Barbara Pistilli ✔️ Sindaca | 11 770               | 56,87            | 8 658   | 35,90   | 8 137                                         | 36,45  | 18    |       |
|                               | Franco Cavalieri            | 8 926                | 43,13            | 7 328   | 30,38   | Democrazia Cristiana                          | 7 604  | 34,06 | 6     |
| Seggio di coalizione          | Seggio di coalizione        | Seggio di coalizione | 43,13            | 7 328   | 30,38   | 1                                             |        |       |       |
|                               | Antonio Perugini            | Antonio Perugini     | Antonio Perugini | 3 342   | 13,86   | Alleanza per Civitanova Marche                | 2 498  | 11,19 | 1     |
| Seggio di coalizione          | Seggio di coalizione        | Seggio di coalizione | Antonio Perugini | 3 342   | 13,86   | 1                                             |        |       |       |
|                               | Sergio Belleggia            | Sergio Belleggia     | Sergio Belleggia | 2 656   | 11,01   | Rifondazione Comunista                        | 1 524  | 6,83  | 1     |
| La Rete                       | Sergio Belleggia            | Sergio Belleggia     | Sergio Belleggia | 2 656   | 11,01   | 585                                           | 2,62   | –     |       |
| Seggio di coalizione          | Seggio di coalizione        | Seggio di coalizione | Sergio Belleggia | 2 656   | 11,01   | 1                                             |        |       |       |
| Totale liste                  | Sergio Belleggia            | Sergio Belleggia     | Sergio Belleggia | 2 656   | 11,01   | 2 109                                         | 9,45   | 1     |       |
|                               | Giulio Conti                | Giulio Conti         | Giulio Conti     | 1 375   | 5,70    | Movimento Sociale Italiano - Destra Nazionale | 1 267  | 5,68  | –     |
| Seggio di coalizione          | Seggio di coalizione        | Seggio di coalizione | Giulio Conti     | 1 375   | 5,70    | 1                                             |        |       |       |
|                               | Mario Sincini               | Mario Sincini        | Mario Sincini    | 760     | 3,15    | Lega Nord                                     | 709    | 3,18  | –     |
| Totale                        | Totale                      | 20 696               | 100              | 24 119  | 100     |                                               | 22 324 | 100   | 30    |
|                               |                             |                      |                  |         |         |                                               |        |       |       |
| Schede bianche                | Schede bianche              | 617                  | 2,77             | 651     | 2,50    |                                               |        |       |       |
| Schede nulle                  | Schede nulle                | 934                  | 4,20             | 1 232   | 4,74    |                                               |        |       |       |
| Votanti                       | Votanti                     | 22 247               | 71,01            | 26 002  | 82,99   |                                               |        |       |       |
| Elettori                      | Elettori                    | 31 331               |                  | 31 331  |         |                                               |        |       |       |
|                               |                             |                      |                  |         |         |                                               |        |       |       |
| Fonte: Ministero dell'interno |                             |                      |                  |         |         |                                               |        |       |       |

## Elezioni del novembre 1993

### Ancona

#### Falconara Marittima
| Candidati                     | Candidati                         | II turno             | II turno             | I turno | I turno | Liste                                         | Voti   | %     | Seggi |
| Candidati                     | Candidati                         | Voti                 | %                    | Voti    | %       | Liste                                         | Voti   | %     | Seggi |
| ----------------------------- | --------------------------------- | -------------------- | -------------------- | ------- | ------- | --------------------------------------------- | ------ | ----- | ----- |
|                               | Roberto Oreficini Rosi ✔️ Sindaco | 9 046                | 50,08                | 4 004   | 20,32   | Solidarietà Popolare per Falconara            | 2 983  | 17,24 | 18    |
|                               | Roberto Piccinini                 | 9 017                | 49,92                | 8 382   | 42,55   | Partito Democratico della Sinistra            | 4 342  | 25,10 | 5     |
| Rifondazione Comunista        | Roberto Piccinini                 | 9 017                | 49,92                | 8 382   | 42,55   | 1 410                                         | 8,15   | 1     |       |
| Federazione dei Verdi         | Roberto Piccinini                 | 9 017                | 49,92                | 8 382   | 42,55   | 735                                           | 4,25   | –     |       |
| La Rete                       | Roberto Piccinini                 | 9 017                | 49,92                | 8 382   | 42,55   | 696                                           | 4,02   | –     |       |
| Seggio di coalizione          | Seggio di coalizione              | Seggio di coalizione | 49,92                | 8 382   | 42,55   | 1                                             |        |       |       |
| Totale liste                  | Roberto Piccinini                 | 9 017                | 49,92                | 8 382   | 42,55   | 7 183                                         | 41,52  | 6     |       |
|                               | Bruno Bedetti                     | Bruno Bedetti        | Bruno Bedetti        | 3 790   | 19,24   | Democrazia Cristiana                          | 1 833  | 10,60 | 2     |
| Socialisti per Falconara      | Bruno Bedetti                     | Bruno Bedetti        | Bruno Bedetti        | 3 790   | 19,24   | 1 311                                         | 7,58   | 1     |       |
| Partito Repubblicano Italiano | Bruno Bedetti                     | Bruno Bedetti        | Bruno Bedetti        | 3 790   | 19,24   | 820                                           | 4,74   | –     |       |
| Seggio di coalizione          | Seggio di coalizione              | Seggio di coalizione | Bruno Bedetti        | 3 790   | 19,24   | 1                                             |        |       |       |
| Totale liste                  | Bruno Bedetti                     | Bruno Bedetti        | Bruno Bedetti        | 3 790   | 19,24   | 3 964                                         | 22,91  | 3     |       |
|                               | Pierluigi Bevilacqua              | Pierluigi Bevilacqua | Pierluigi Bevilacqua | 1 719   | 8,73    | Movimento Sociale Italiano - Destra Nazionale | 1 555  | 8,99  | –     |
| Seggio di coalizione          | Seggio di coalizione              | Seggio di coalizione | Pierluigi Bevilacqua | 1 719   | 8,73    | 1                                             |        |       |       |
|                               | Nunzio Proto                      | Nunzio Proto         | Nunzio Proto         | 1 089   | 5,53    | Movimento Civico Falconara Marittima          | 955    | 5,52  | –     |
|                               | Luigi Tozzi                       | Luigi Tozzi          | Luigi Tozzi          | 717     | 3,64    | Lega Nord                                     | 660    | 3,82  | –     |
| Totale                        | Totale                            | 18 063               | 100                  | 19 701  | 100     |                                               | 17 300 | 100   | 30    |
|                               |                                   |                      |                      |         |         |                                               |        |       |       |
| Schede bianche                | Schede bianche                    | 327                  | 1,71                 | 301     | 1,46    |                                               |        |       |       |
| Schede nulle                  | Schede nulle                      | 705                  | 3,69                 | 618     | 3,00    |                                               |        |       |       |
| Votanti                       | Votanti                           | 19 095               | 77,40                | 20 620  | 83,58   |                                               |        |       |       |
| Elettori                      | Elettori                          | 24 672               |                      | 24 672  |         |                                               |        |       |       |
|                               |                                   |                      |                      |         |         |                                               |        |       |       |
| Fonte: Ministero dell'interno |                                   |                      |                      |         |         |                                               |        |       |       |

### Ascoli Piceno

#### Fermo
| Candidati                          | Candidati                 | II turno                  | II turno                  | I turno | I turno | Liste                                         | Voti   | %     | Seggi |
| Candidati                          | Candidati                 | Voti                      | %                         | Voti    | %       | Liste                                         | Voti   | %     | Seggi |
| ---------------------------------- | ------------------------- | ------------------------- | ------------------------- | ------- | ------- | --------------------------------------------- | ------ | ----- | ----- |
|                                    | Ettore Fedeli ✔️ Sindaco  | 13 925                    | 65,91                     | 8 759   | 37,74   | Partito Democratico della Sinistra            | 4 946  | 23,57 | 12    |
| Unione Laica e Progressista        | Ettore Fedeli ✔️ Sindaco  | 13 925                    | 65,91                     | 8 759   | 37,74   | 2 379                                         | 11,34  | 5     |       |
| Totale liste                       | Ettore Fedeli ✔️ Sindaco  | 13 925                    | 65,91                     | 8 759   | 37,74   | 7 325                                         | 34,91  | 17    |       |
|                                    | Alberto Palma             | 7 201                     | 34,09                     | 6 168   | 26,58   | Democrazia Cristiana                          | 3 154  | 15,03 | 4     |
| Partito Repubblicano Italiano      | Alberto Palma             | 7 201                     | 34,09                     | 6 168   | 26,58   | 1 566                                         | 7,46   | 1     |       |
| Unione Popolare                    | Alberto Palma             | 7 201                     | 34,09                     | 6 168   | 26,58   | 826                                           | 3,94   | 1     |       |
| Alleanza per Fermo - Patto Fermano | Alberto Palma             | 7 201                     | 34,09                     | 6 168   | 26,58   | 750                                           | 3,57   | –     |       |
| Seggio di coalizione               | Seggio di coalizione      | Seggio di coalizione      | 34,09                     | 6 168   | 26,58   | 1                                             |        |       |       |
| Totale liste                       | Alberto Palma             | 7 201                     | 34,09                     | 6 168   | 26,58   | 6 296                                         | 30,00  | 6     |       |
|                                    | Flavio Paride Postacchini | Flavio Paride Postacchini | Flavio Paride Postacchini | 3 634   | 15,66   | Nuova Cittadinanza                            | 2 916  | 13,90 | 2     |
| Seggio di coalizione               | Seggio di coalizione      | Seggio di coalizione      | Flavio Paride Postacchini | 3 634   | 15,66   | 1                                             |        |       |       |
|                                    | Fabio Montanini           | Fabio Montanini           | Fabio Montanini           | 1 390   | 5,99    | Rifondazione Comunista                        | 1 441  | 6,87  | –     |
| Seggio di coalizione               | Seggio di coalizione      | Seggio di coalizione      | Fabio Montanini           | 1 390   | 5,99    | 1                                             |        |       |       |
|                                    | Maria Fida Moro           | Maria Fida Moro           | Maria Fida Moro           | 1 262   | 5,44    | Movimento Sociale Italiano - Destra Nazionale | 1 162  | 5,54  | –     |
| Seggio di coalizione               | Seggio di coalizione      | Seggio di coalizione      | Maria Fida Moro           | 1 262   | 5,44    | 1                                             |        |       |       |
|                                    | Vittorio Traini           | Vittorio Traini           | Vittorio Traini           | 688     | 2,96    | Socialismo Cristiano Liberale                 | 766    | 3,65  | –     |
|                                    | Elleni Iannoni            | Elleni Iannoni            | Elleni Iannoni            | 669     | 2,88    | Lega Nord                                     | 542    | 2,58  | –     |
|                                    | Giulio Simoni             | Giulio Simoni             | Giulio Simoni             | 637     | 2,74    | Sinistra Alternativa (A)                      | 537    | 2,56  | –     |
| Seggio di coalizione               | Seggio di coalizione      | Seggio di coalizione      | Giulio Simoni             | 637     | 2,74    | 1                                             |        |       |       |
| Totale                             | Totale                    | 21 126                    | 100                       | 23 207  | 100     |                                               | 20 985 | 100   | 30    |
|                                    |                           |                           |                           |         |         |                                               |        |       |       |
| Schede bianche                     | Schede bianche            | 531                       | 2,38                      | 440     | 1,75    |                                               |        |       |       |
| Schede nulle                       | Schede nulle              | 697                       | 3,12                      | 1 433   | 5,71    |                                               |        |       |       |
| Votanti                            | Votanti                   | 22 354                    | 74,95                     | 25 080  | 84,09   |                                               |        |       |       |
| Elettori                           | Elettori                  | 29 826                    |                           | 29 826  |         |                                               |        |       |       |
|                                    |                           |                           |                           |         |         |                                               |        |       |       |
| Fonte: Ministero dell'interno      |                           |                           |                           |         |         |                                               |        |       |       |

- La lista contrassegnata con la lettera A è apparentata al secondo turno con il candidato sindaco Ettore Fedeli.

### Macerata

#### Macerata
| Candidati                         | Candidati                   | II turno             | II turno          | I turno | I turno | Liste                              | Voti   | %     | Seggi |
| Candidati                         | Candidati                   | Voti                 | %                 | Voti    | %       | Liste                              | Voti   | %     | Seggi |
| --------------------------------- | --------------------------- | -------------------- | ----------------- | ------- | ------- | ---------------------------------- | ------ | ----- | ----- |
|                                   | Gian Mario Maulo ✔️ Sindaco | 14 838               | 58,84             | 8 458   | 29,94   | Partito Democratico della Sinistra | 2 461  | 10,59 | 10    |
| Città dell'Uomo                   | Gian Mario Maulo ✔️ Sindaco | 14 838               | 58,84             | 8 458   | 29,94   | 1 948                              | 8,38   | 7     |       |
| Rifondazione Comunista            | Gian Mario Maulo ✔️ Sindaco | 14 838               | 58,84             | 8 458   | 29,94   | 1 321                              | 5,69   | 5     |       |
| La Rete                           | Gian Mario Maulo ✔️ Sindaco | 14 838               | 58,84             | 8 458   | 29,94   | 569                                | 2,45   | 2     |       |
| Totale liste                      | Gian Mario Maulo ✔️ Sindaco | 14 838               | 58,84             | 8 458   | 29,94   | 6 299                              | 27,11  | 24    |       |
|                                   | Evio Hermas Ercoli          | 10 380               | 41,16             | 8 152   | 28,85   | Democrazia Cristiana               | 5 158  | 22,20 | 5     |
| Iniziativa Popolare               | Evio Hermas Ercoli          | 10 380               | 41,16             | 8 152   | 28,85   | 1 669                              | 7,18   | 1     |       |
| Socialisti per Macerata           | Evio Hermas Ercoli          | 10 380               | 41,16             | 8 152   | 28,85   | 1 026                              | 4,42   | 1     |       |
| Unione di Centro                  | Evio Hermas Ercoli          | 10 380               | 41,16             | 8 152   | 28,85   | 339                                | 1,46   | –     |       |
| Seggio di coalizione              | Seggio di coalizione        | Seggio di coalizione | 41,16             | 8 152   | 28,85   | 1                                  |        |       |       |
| Totale liste                      | Evio Hermas Ercoli          | 10 380               | 41,16             | 8 152   | 28,85   | 8 192                              | 35,26  | 7     |       |
|                                   | Paolo Chessa                | Paolo Chessa         | Paolo Chessa      | 6 594   | 23,34   | Alleanza Democratica               | 2 186  | 9,41  | 2     |
| La Torre                          | Paolo Chessa                | Paolo Chessa         | Paolo Chessa      | 6 594   | 23,34   | 1 528                              | 6,58   | 1     |       |
| Sinistra Democratica Territoriale | Paolo Chessa                | Paolo Chessa         | Paolo Chessa      | 6 594   | 23,34   | 1 067                              | 4,59   | 1     |       |
| Federazione dei Verdi             | Paolo Chessa                | Paolo Chessa         | Paolo Chessa      | 6 594   | 23,34   | 631                                | 2,72   | –     |       |
| Seggio di coalizione              | Seggio di coalizione        | Seggio di coalizione | Paolo Chessa      | 6 594   | 23,34   | 1                                  |        |       |       |
| Totale liste                      | Paolo Chessa                | Paolo Chessa         | Paolo Chessa      | 6 594   | 23,34   | 5 412                              | 23,29  | 4     |       |
|                                   | Mario Crucianelli           | Mario Crucianelli    | Mario Crucianelli | 4 675   | 16,55   | Lista Tricolore per Macerata       | 3 024  | 13,01 | 2     |
| Seggio di coalizione              | Seggio di coalizione        | Seggio di coalizione | Mario Crucianelli | 4 675   | 16,55   | 1                                  |        |       |       |
|                                   | Giuseppe Villa              | Giuseppe Villa       | Giuseppe Villa    | 374     | 1,32    | Cooperazione Sviluppo Territorio   | 308    | 1,33  | –     |
| Totale                            | Totale                      | 25 218               | 100               | 28 253  | 100     |                                    | 23 235 | 100   | 40    |
|                                   |                             |                      |                   |         |         |                                    |        |       |       |
| Schede bianche                    | Schede bianche              | 672                  | 2,49              | 738     | 2,44    |                                    |        |       |       |
| Schede nulle                      | Schede nulle                | 1 100                | 4,08              | 1 263   | 4,17    |                                    |        |       |       |
| Votanti                           | Votanti                     | 26 990               | 74,36             | 30 254  | 83,35   |                                    |        |       |       |
| Elettori                          | Elettori                    | 36 298               |                   | 36 298  |         |                                    |        |       |       |
|                                   |                             |                      |                   |         |         |                                    |        |       |       |
| Fonte: Ministero dell'interno     |                             |                      |                   |         |         |                                    |        |       |       |